# Maraã
Maraã es un municipio de Brasil situado en el estado de Amazonas. Con una población de 19.561 habitantes. Está situada a 514 km de Manaus. Posee un área de 17.344 km². 
- Datos: Q1763270
- Multimedia: Maraã / Q1763270